# Mairuak
I mairuoak (plurale di mairu), chiamati anche intxisuak nella valle del Bidasoa, sono dei giganti appartenenti alla mitologia basca.
Abitanti della montagna dalle enormi dimensioni (per questo simili ai Jentilak), sono considerati gli artefici della costruzione dei dolmen e dei Cromlech, e spesso venivano associati alla figura femminile delle lamiak.
In basco la parola Mairu significa moro, inteso con la valenza di persona non cristiana, riferita a civiltà del passato: difatti, in alcune zone della Spagna, qualunque costruzione antica era popolarmente attribuito al periodo della dominazione araba.